# Barbara Lezzi
Barbara Lezzi (ur. 24 kwietnia 1972 w Lecce) – włoska polityk, senator XVII i XVIII kadencji, od 2018 do 2019 minister.

## Życiorys
Uzyskała wykształcenie średnie, w 1991 ukończyła Istituto Tecnico „Grazia Deledda” w Lecce. Od 1992 pracowała w przedsiębiorstwie z branży handlowej. Zaangażowała się w działalność polityczną w ramach Ruchu Pięciu Gwiazd. W wyborach w 2013 została po raz pierwszy wybrana w skład Senatu. W 2018 z powodzeniem ubiegała się o reelekcję do izby wyższej włoskiego parlamentu.
1 czerwca 2018 objęła urząd ministra bez teki do spraw regionów południowych w nowo powołanym rządzie Giuseppe Contego. Zakończyła urzędowanie wraz z całym gabinetem we wrześniu 2019.